# جون محمد بن عبد الجليل
الأب يوحنا محمد بن عبد الجليل أو «جون محمد بن عبد الجليل»، راهب كاثوليكي مغربي من خلفية إسلامية،
ولد في مدينة فاس يوم 17أبريل سنة 1904، وتوفي يوم 24 نوفمبر سنة 1979 في مدينة باريس الفرنسية وبالضبط في ضاحيتها المسماة فيلجويف. ومن أسباب تحوله التحاقه بالديار الفرنسية وهو شاب، وتأثير المراسلات التي كانت بينه وبين المستشرق لويس ماسينيون على فكره. توفي بعد سنوات طويلة من المعاناة من مرض السرطان.

## مسيرته
ولد بن عبد الجليل في أسرة مسلمة ومحافظة، يقول عنها في سيرته أن أجداده أتوا من الأندلس لمدينة فاس واستقروا فيها منذ ما يقارب أربع قرون.
وقد كان بعض أعضاء أسرته يشغلون مناصب حكومية رفيعة، مثلا: والده كان خليفة باشا مدينة فاس، وعمه كان وكيل الملك في مدينة فاس.
بينما أخوه الحاج عمر بن عبد الجليل كان من زعماء حزب الاستقلال وصار وزيرا للتربية الوطنية سنة 1958.

### دراساته وتدينه
في فاس العاصمة الثقافية للمغرب دخل محمد جامعة القرويين لحفظ القرآن في سن مبكر، ورافق والديه في رحلة الحج وهو ابن تسع سنوات.
ولذلك كان يسمى الحاج محمد بن عبد الجليل منذ صغره.
التحق بمدرسة شارل دو فوكو بالرباط حيث كان تلميذا داخليا، وبعدها التحق بثانوية غورو في مدينة الرباط سنة 1922 وحصل على الباكالوريا منها سنة 1925. وفي إطار جهود فرنسا في اختيار أبناء النخبة لتدريسهم في الخارج حتى يعودوا للمغرب للحصول على مراكز قيادية، كان محمد بن عبد الجليل وأخوه عمر ومعهم آخرون مثل الزعيم محمد بلحسن الوزاني ضمن بعثة دراسية لفرنسا قصد الحصول على التعليم العالي، وقد اختارت له وزارة التربية الوطنية آنذاك كشرط للمنحة أن يدرس الأدب العربي في جامعة السوربون، وفعلا التحق بالجامعة سنة 1925 مباشرة بعد حصوله على الباكالوريا. يحكي محمد بن عبد الجليل في سيرته الذاتية أن المارشال ليوطي هو من تدخل شخصيا حتى يحصل على منحة تمكنه من متابعة دراسته في فرنسا، حين وصل فرنسا قرر أن يتابع الفلسفة بدلا من الأدب العربي، كما قرر أن يأخذ مواد أخرى في المؤسسة الكاثوليكية رغم كونه مسلما مقتنعا بالإسلام ورافضا للمسيحية. بعد ثلاث سنوات من دراسة المسيحية اعتنق المسيحية وقرر أن يتقدم للعماد وهو ما تم يوم السبت 7 أبريل 1928.
بعدها بسنة التحق بسلك الرهبنة الفرنسيسكانية ليكون خادما للمسيح خصوصا في مجال الكتابة والتعليم.ثم سنة 1935 تمت رسامته كاهنا.
كان المستشرق لويس ماسينيون هو الراعي والأب الروحي لمحمد بن عبد الجليل الذي غير اسمه إلى جون محمد بن عبد الجليل أو يوحنا محمد بن عبد الجليل مصرا على الحفاظ على اسمه الإسلامي محمد حتى يكون شهادة للناس على تحوله من الإسلام للمسيحية.
كان الأب محمد بن عبد الجليل واسع الاطلاع على العديد من المؤلفات وكان يحب الفلسفة، وقد تأثر بأستاذه جاك ماريتن وتأثر خصوصا بفلسفة ديكارت وفلسفة كانت.
تعين استاذا في المؤسسة الكاثوليكية منذ سنة 1936 لغاية 1964 حين قدم استقالته بسبب عجزه عن إكمال التعليم بسبب مرضه. كان يعلم اللغة العربية، والأدب العربي، وتاريخ الأديان، والإسلاميات.
كان يتقن خمس لغات: العربية، والفرنسية، والإسبانية، والألمانية، والإنجليزية، وقد كان يحب أن يلقي محاضراته باللغة الفرنسية أو الألمانية.
ألقى العديد من المحاضرات بكل اللغات التي يتقنها في مناسبات مختلفة كلها تصب في إطار دعوة المسلمين للمسيحية، أو محاولة فهم الإسلام والمسلمين أو في الحوار بين الإسلام والمسيحية.
تتلمذ على يديه الكاتب الدكتور موريس بورمانس والذي اهتم كثيرا بجمع مقالاته وكتاباته ومراسلاته وتدوين سيرته الذاتية ويفتخر في مقدمة السيرة الذاتية للأب محمد بن عبد الجليل أنه صديق له وتلميذه في نفس الوقت.

### علاقته بأسرته بعد تنصره
من بين الأمور التي عاناها الأب يوحنا محمد بن عبد الجليل هو الرفض الذي واجهه من الأسرة حين تم الإعلان عن تحوله للمسيحية وتركه للإسلام، فوالده أقام عزاء ليعلن فيه وفاة ابنه بسبب ارتداده عن الإسلام، وزاره أخوه عمر رفقة ثلاثة أصدقاء مغاربة لمحاولة معرفة سبب تحوله، وبعد معرفته للأسباب ظل أخوه عمر على علاقة جيدة به متفهما وضعه بينما باقي أفراد العائلة قطعوا كل اتصالاتهم به.
قامت أيضا المخابرات الفرنسية الموجودة في المغرب بإرسال رسالة سرية إلى فرنسا تعبر فيها عن تخوفها وتحذر من ردود الفعل التي ستتلو إعلان تحول محمد بن عبد الجليل من الإسلام إلى المسيحية.
ظل محروما من الذهاب إلى المغرب بسبب علمه أن ردته عن الإسلام ستكون سببا للمشاكل إن وطئت قدماه المغرب مرة أخرى، وقد علم أنه من المغضوب عليهم من أخيه عمر. ورغم حبه الشديد للمغرب وحبه للمغاربة وحبه لأهله وشوقه وحنينه فإنه لم يستطيع العودة لعشرات السنين مما سبب له الكثير من الآلام النفسية الرهيبة والشعور بالوحدة والتي كان يعبر عنها في رسائله لأصدقائه.
سنة 1961 ألح أخوه عمر بن عبد الجليل عليه أن يزور المغرب بعد عشرات السنين من الغياب، وحين غاب استغل حزب الاستقلال عودته وبدأت الجرائد المغربية في كتابة خبر عودة الأب جون محمد بن عبد الجليل إلى الإسلام خصوصا جريدة الاستقلال التي تناقلته عنها حتى الصحف الفرنسية مثل جريدة لوموند وجريدة لوفيغارو. لكن ما لبث أن عاد محمد بن عبد الجليل إلى فرنسا تاركا المغرب إلى غير رجعة بعد أيام قضاها فيه، منهيا كل الإشاعات التي أطلقت في حقه، مصمما على المضي في إيمانه المسيحي حتى النهاية.

### علاقاته بالشخصيات الفرنسية
- تعرف محمد بن عبد الجليل على شخصيات هامة في التاريخ الفرنسي، فقد صار تلميذا للمستشرق لويس ماسينيون، وصديقا للمارشال ليوطي، وأيضا تعرف على الفيلسوف الفرنسي موريس بلوندال والذي قال عنه في سيرته أنه كان له الأثر الكبير في قرار معموديته، وقد تتلمذ الأب محمد بن عبد الجليل على يد الفيلسوف الفرنسي جاك ماريتن الذي درسه الفلسفة، ونصحه أيضا بأن يقرأ لتوما الإكويني ملخص اللاهوت "Summa Theologia". وتعرف أيضا على الفيلسوف الفرنسي بيير تيلار دي شاردان، والذي كان كاهنا يسوعيا في نفس الوقت وعالم جيولوجيا متخصص، وتعرف على المؤرخ الفرنسي هنري مارو.[16]
- كان الأب محمد بن عبد الجليل صديقا حميما للتركي المسلم الذي اعتنق المسيحية قبله «الملا زاده محمد علي» والذي غير اسمه بعد المعمودية إلى بولس ملا بولس ملا.
- بدأ الأب يوحنا بالكتابة عن الإسلام والمسلمين وحث الكنيسة الكاثوليكية على الانفتاح على المسلمين والصلاة لأجلهم، مما جعل جيوفاني باتيستا الذي سيصير لاحقا البابا بولس السادس، أن يكتب له سنة 1938 قائلا له أنه يهتم بما ينادي به للمسلمين وأنه سيخصص كل يوم جمعة للتضامن معه بالصيام والصلاة من أجل المسلمين في العالم. وبعد أن صار جيوفاني باتيستا البابا بولس السادس طلب من الأب محمد بن عبد الجليل أن يكون مستشارا له في الفاتيكان بخصوص الشؤون الإسلامية، لكنه الأب محمد بن عبد الجليل فضل أن يكون يقدم استشارته لكن مع بقائه في فرنسا، وقد قابل في مقابلة خاصة البابا بولس السادس يوم 14 مايو 1966 لم يكتب الأب محمد بن عبد الجليل عما دار خلالها لكنه قال عنها أنه لا يمكن أن يفصح عن محتواها لأنها كانت شخصية، وقد طلب البابا بولس السادس أن تؤخذ صورة تذكارية لهما معا، فسأله الأب محمد بن عبد الجليل: هل حقا يا أبت تريد أخذ صورة مع ابنك؟ فرد البابا بتواضع: بل صورة مع أخي.[17]
- سنة 1958 كان له لقاء خاص آخر مع ولي العهد آنذاك الحسن الثاني الذي سيصير بعدها بثلاث سنوات ملك المغرب، هذا اللقاء لا يعرف حتى المقربين من الأب محمد بن عبد الجليل فحواه[18]، لكن التكهنات كانت حول محاولة السلطات المغربية حثه على الرجوع إلى المغرب وإعلان توبته والرجوع للإسلام مقابل مناصب حكومية.

### وفاته
ظل الأب يوحنا محمد بن عبد الجليل لسنوات طويلة يعاني من مرض السرطان وقد كان في كتاباته يشتكي لأصدقائه شدة الألم ويكتب باللغة العربية: الحمد لله على كل حال. وفي يوم 24 نوفمبر 1979 فارق الحياة في مؤسسة كوسطاف روسي في ضواحي باريس في فرنسا.

## كتاباته

### كتب
- الإسلام ونحن، صادر عن منشورات الظبي (باللغة الفرنسية) 1947.[20]
- الجوانب الداخلية للإسلام، صادر عن منشورات العتبة (باللغة الفرنسية) 1949.
- مريم والإسلام: صادر عن منشورات بوشاسني (باللغة الفرنسية) 1950.
- تاريخ مختصر للأدب العربي (باللغة الفرنسية) 1943.
- شارك في كتابة كتاب: إعادة اكتشاف الصيام (باللغة الفرنسية).[21]

### مقالات
- توقعات المسلمين والغرب المسيحي (باللغة الفرنسية) في جريدة أبحاث ومناظرات سنة 1956
- لقاء مع الروح الإسلامية (باللغة الفرنسية) 1964

### كتب كتبت عنه
- الراعي والابن: مراسلات بين لويس ماسينيون وبن عبد الجليل من 1926 إلى 1962 عن منشورات الظبي (باللغة الفرنسية).[22]
- أخوان في التحول: من القرآن إلى المسيح، مراسلات بين الملا زاده وبن عبد الجليل من 1927 إلى 1957 عن منشورات الظبي (باللغة الفرنسية).[23]
- أنبياء الحوار الإسلامي المسيحي: لويس ماسينيون، جون محمد بن عبد الجليل، لويس غاردي، جورج أنواتي، عن منشورات الظبي (باللغة الفرنسية).[24]
- سيرة ذاتية كتبها تلميذه موريس بورمانس تحت عنوان: جون محمد بن عبد الجليل: شهادة من القرآن والإنجيل صدرت عن منشورات الفرنسيسكان ومنشورات الظبي سنة 2006 باللغة الفرنسية.[25]